# Morbus Dercum
Morbus Dercum, Fettgewebs-Rheumatismus, Neurolipomatosis, Lipalgie ist eine Erkrankung des Fettgewebes. Die Dercum-Erkrankung ist gekennzeichnet durch die Entwicklung multipler schmerzhafter Tumore (Typ I bis Typ III, lt. Beschreibung in der medizinischen Fachliteratur). Assoziiert sind Adipositas, Prediabetis / Diabetes, Hypertonie, körperliche Schwäche und verschiedene mentale Probleme (Stimmungsschwankungen, Depressionen, Verwirrung, Demenz und Epilepsie). Die Prävalenz ist nicht bekannt. Erstmals beschrieben wurde sie 1888 durch Francis Xavier Dercum (1856–1931).

## Ätiologie
Die genaue Ursache des Morbus Dercum ist bislang unbekannt. Es wurden jedoch mehrere Hypothesen zur Ätiologie der Erkrankung vorgeschlagen:
- Genetische Faktoren: Einige Fallberichte deuten auf eine autosomal-dominante Vererbung hin, was auf eine genetische Prädisposition hindeutet.
- Endokrine Störungen: Es wird vermutet, dass hormonelle Ungleichgewichte, insbesondere im Zusammenhang mit der Schilddrüsenfunktion, eine Rolle spielen könnten.
- Autoimmunmechanismen: Einige Forscher vermuten, dass Morbus Dercum eine Autoimmunerkrankung sein könnte, bei der das Immunsystem fälschlicherweise gesundes Fettgewebe angreift.
- Neurologische Dysfunktionen: Störungen des Nervensystems, einschließlich Nervenentzündungen oder mechanischem Druck der Lipome auf Nerven, könnten zur Schmerzentstehung beitragen.
- Stoffwechselstörungen: Veränderungen im Fettsäure- oder Kohlenhydratstoffwechsel wurden ebenfalls als mögliche Ursachen diskutiert.

Trotz dieser Hypothesen gibt es bislang keine eindeutigen Beweise für eine spezifische Ursache. Die Erkrankung tritt häufiger bei Frauen im mittleren Lebensalter auf, insbesondere nach der Menopause.

## Diagnostik
Die Diagnose wird in der Regel klinisch gestellt und anschließend histologisch abgesichert. Die Diagnose des Morbus Dercum basiert aber hauptsächlich auf der klinischen Bewertung, da es keine spezifischen diagnostischen Tests oder validierten Kriterien für diese Erkrankung gibt. Ein detaillierter Überblick über die Krankengeschichte und eine gründliche körperliche Untersuchung sind entscheidend.
Klinische Kriterien
Einige Forscher schlagen folgende minimale Definition für Morbus Dercum vor:
1. Lipome oder Angiolipome im subkutanen Fettgewebe.
2. Schmerzen in den Tumoren, die chronisch (>3 Monate)     bestehen.

Zusätzlich können Symptome wie leichte Blutergüsse, Schlafstörungen, Gedächtnisbeeinträchtigungen, Depressionen, Konzentrationsschwierigkeiten, Angstzustände, schnelle Herzfrequenz, Kurzatmigkeit, Diabetes, Blähungen, Verstopfung, Müdigkeit, Schwäche und Gelenkschmerzen auftreten.
Klassifikationen
Morbus Dercum kann in verschiedene Formen eingeteilt werden:
- Generalisierte diffuse Form: Weit verbreitete Schmerzen im     Fettgewebe.
- Generalisierte noduläre Form: Schmerzen um und in Lipomen,     die an mehreren Körperstellen lokalisiert sind.
- Lokalisierte noduläre Form: Schmerzhafte Lipome in     begrenzten Bereichen.
- Juxta-artikuläre Form: Schmerzhafte Fettansammlungen     in der Nähe großer Gelenke wie Knie, Hüfte oder Ellbogen.

Differentialdiagnosen
Aufgrund der Ähnlichkeit der Symptome ist es wichtig, Morbus Dercum von anderen Erkrankungen zu unterscheiden, wie z. B.:
- Fibromyalgie: Allgemeine Schmerzen ohne die     charakteristischen Lipome von Morbus Dercum.
- Lipödem: Symmetrische     Fettansammlungen, hauptsächlich an den unteren Extremitäten, oft ohne     schmerzhafte Lipome.
- Multiple Lipomatose: Mehrere Lipome ohne die     typischen Schmerzen von Morbus Dercum.

Diagnostische Verfahren
Obwohl die Diagnose hauptsächlich klinisch gestellt wird, können bildgebende Verfahren wie Ultraschall und Magnetresonanztomographie (MRT) eingesetzt werden, um die Beschaffenheit des Fettgewebes zu beurteilen und andere Erkrankungen auszuschließen. Auf MRT-Bildern erscheinen die Läsionen oft länglich, möglicherweise aufgrund septaler Verzerrungen, die histopathologisch beobachtet werden.
Da es keine spezifischen Labortests für Morbus Dercum gibt, konzentriert sich die Diagnostik auf den Ausschluss anderer Erkrankungen mit ähnlichen Symptomen. In unklaren Fällen kann die Diagnose durch ein Zentrum für seltene Erkrankungen bestätigt werden, das über interdisziplinäre Expertise in der Abgrenzung seltener Fettgewebserkrankungen verfügt. 

## Epidemiologie
Morbus Dercum ist eine seltene Erkrankung, deren genaue Prävalenz bisher nicht eindeutig bestimmt wurde. Die National Organization for Rare Disorders (NORD) stuft sie als seltene Krankheit ein, die weniger als 200.000 Menschen in den USA betrifft. (Medscape+3NCBI+3DermNet®+3DermNet®+1Taylor & Francis Online+1)
Geschlechtsspezifische Verteilung
Die Erkrankung tritt deutlich häufiger bei Frauen auf. Schätzungen variieren, wobei einige Studien angeben, dass Frauen fünf- bis dreißigmal häufiger betroffen sind als Männer. Andere Quellen berichten von einer zwanzigfach höheren Prävalenz bei postmenopausalen, übergewichtigen oder adipösen Frauen im Vergleich zur Allgemeinbevölkerung. Dennoch können auch Männer und Personen ohne Übergewicht betroffen sein; etwa 16 % der Fälle betreffen Männer. BioMed CentralMedscape
Altersverteilung
Morbus Dercum manifestiert sich am häufigsten zwischen dem 35. und 50. Lebensjahr. Obwohl ursprünglich angenommen wurde, dass vor allem postmenopausale Frauen betroffen sind, zeigen neuere Untersuchungen, dass 85,7 % der Patientinnen die Erkrankung vor der Menopause entwickeln. BioMed Central
Prävalenzschätzungen
Obwohl genaue Daten fehlen, deuten einige Studien auf eine Prävalenz von etwa 0,64 % in bestimmten Populationen hin. Dennoch ist die tatsächliche Häufigkeit der Erkrankung weltweit unklar, was teilweise auf die begrenzte Anzahl dokumentierter Fälle zurückzuführen ist. Taylor & Francis OnlineDermNet®
Zusammenfassung
Morbus Dercum ist eine seltene Erkrankung, die überwiegend Frauen mittleren Alters betrifft. Die genaue Prävalenz ist nicht bekannt, und weitere epidemiologische Studien sind erforderlich, um das Ausmaß und die Verteilung der Krankheit besser zu verstehen.

## Symptome
Morbus Dercum, ist eine seltene Erkrankung, die durch multiple schmerzhafte Fettgewebswucherungen (Lipome und Angiolipome) charakterisiert ist. Diese treten hauptsächlich am Rumpf, den oberen Armen und den oberen Beinen auf und verursachen chronische Schmerzen, die in ihrer Intensität variieren können. (rarediseases.org)
Die Tumor können überall auftreten, wo sich im menschlichen Körper Fettgewebe befindet, so unter anderem auch an Nervenzellen (umhüllende Schutzschicht durch Fettgewebe) Ultraschall und MRI sind hilfreich für den nachweis der Tumormassen (Lipome, Angiolipome, Neurofibrolipomatome), wobei sich diese aber nicht einfach darstellen lassen (sehr schwierige Abgrenzung).
Differntialdiagnosen sind Fybromyalgie, andere Syndrome mit multiplen Lipomen, z. B. die Familiäre symmetrische Lipomatose, Proteus-Syndrom, MERF-Syndrom mit lipomatösen Läsionen, Neurofibromatose Typ 1 (NF 1) und Multiple endokrine Neoplasie Typ 1.
Typisch sind stärkste Schmerzen im Bereich von Fettgewebsablagerungen. Diese treten bevorzugt am Bauch, am Knie, am Ellenbogen, am Gesäß sowie an den Seiten von Oberarmen und Oberschenkeln auf. Schon bei minimaler Berührung und geringem Druck (z. B. durch Kleidung) kommt es zu starken Schmerzen, die im Laufe von Jahren an Intensität zunehmen.
Hauptsymptome:
- Schmerzhafte Lipome und Angiolipome:      Die subkutanen Fettansammlungen sind druckempfindlich und verursachen     anhaltende Schmerzen. Angiolipome sind besondere Formen der Lipome, die     eine erhöhte Gefäßversorgung enthalten und daher empfindlicher sein     können. (rarediseases.org)
- Allgemeine Schwäche und     Müdigkeit:      Betroffene berichten häufig über ein Gefühl der Erschöpfung und     verminderte körperliche Leistungsfähigkeit. (genome.gov)
- Psychische Symptome:      Dazu gehören Depressionen, emotionale Instabilität und Reizbarkeit. (genome.gov)

Kognitive Beeinträchtigungen:
Einige Patienten mit Morbus Dercum erleben kognitive Einschränkungen, insbesondere:
- Gedächtnisstörungen:      Schwierigkeiten, sich an Informationen zu erinnern oder neue Informationen     zu speichern. (ncbi.nlm.nih.gov)
- Konzentrationsprobleme:      Erschwerte Fokussierung auf Aufgaben oder Gespräche. (ncbi.nlm.nih.gov)
- Verwirrtheit:      Gelegentliche Episoden von Desorientierung oder Schwierigkeiten, Gedanken     klar zu ordnen. (genome.gov)

Diese kognitiven Symptome sind nicht bei allen Patienten präsent, und ihre genaue Ursache im Zusammenhang mit Morbus Dercum ist noch nicht vollständig verstanden. (pmc.ncbi.nlm.nih.gov)
Weitere mögliche Symptome:
- Schlafstörungen: Probleme beim Ein- oder     Durchschlafen. (ncbi.nlm.nih.gov)
- Leichte Blutergüsse: Eine erhöhte Neigung zu     Hämatomen ohne erkennbare Verletzungen.
- Herzrasen (Tachykardie): Beschleunigter Herzschlag in     Ruhe.
- Kurzatmigkeit: Atemnot bei geringer     körperlicher Anstrengung.
- Verdauungsprobleme: Blähungen und Verstopfung     können auftreten.
- Gelenk- und Muskelschmerzen: Zusätzliche Schmerzen in     Muskeln und Gelenken neben den Lipomen.

Die Vielfalt und Intensität der Symptome können von Patient zu Patient stark variieren, was die Diagnose des Morbus Dercum erschwert. Eine umfassende klinische Bewertung ist daher entscheidend für die richtige Diagnose und die Entwicklung eines individuellen Behandlungsplans.
Die Krankheit ist medizinisch als chronisch progredient eingestuft. Ärztliche Behandlungsmöglichkeiten gibt es nach derzeitigem medizinischen Wissensstand nicht.
Von anfänglichem vereinzeltem äußerlichem Auftreten kann diese Erkrankung dann am ganzen Körper übergehen, wo dann die Tumore / Tumormassen zum aggressiven Verdrängen gesunden Körpergewebes (Typ I bis zur Entartung Typ III) führen.
So können sich dann Tumore des Typ III an allen Stellen im menschlichen Körper bilden, wo sich Fett-, Bindehaut- und Nervenzellen befinden - also überall, so u. a. auch im Körperinneren gesundes Körpergewebe, durch aggressive Verdrängung, zerstören; medizinisch bedeutet das dann letztendlich: nicht gutartig.

## Bildgebung
Magnetresonanztomographie: Beste Darstellung der Lipome mit MRT mit T1-gewichteten Sequenzen in zwei Ebenen und Short-Tau-Inversion-Recovery-Sequenzen (STIR) und protonendichte fettgesättigte Sequenzen (PD-FS) in jeweils einer Ebene.12
Computertomographie: Schlechte Visualisierung von Lipomen.
Ultraschall: Mittelmäßig bis gut mit einem erfahrenen Ultraschalltechniker 

## Subtypen
Morbus Dercum ist eine seltene Erkrankung, die durch multiple schmerzhafte Fettgewebswucherungen (Lipome und Angiolipome) gekennzeichnet ist. Die Einteilung der Subtypen basiert auf der Verteilung der Fettansammlungen, dem Schmerzprofil und der Gewebeart. Aktuell werden vier Hauptformen unterschieden:
1. Generalisierte diffuse Form
  - Weit verbreitete, diffuse Schmerzen im Fettgewebe ohne klar definierte Lipome oder Angiolipome. Häufige Begleitsymptome sind Erschöpfung, kognitive Beeinträchtigungen und allgemeine Schwäche.
  - Diese Form erschwert die Diagnose, da keine klar tastbaren Knoten vorhanden sind. (ojrd.biomedcentral.com)
2. Generalisierte noduläre Form
  - Multiple, klar definierte Lipome oder Angiolipome mit begleitenden Schmerzen. Schmerzen können anhaltend sein oder durch Druck verstärkt werden. Angiolipome enthalten eine erhöhte Anzahl an Blutgefäßen, was die Schmerzempfindlichkeit weiter steigern kann.  (pmc.ncbi.nlm.nih.gov)
3. Lokalisierte noduläre Form
  - Beschränkung der schmerzhaften Lipome oder Angiolipome auf spezifische Körperregionen. Besonders häufig in den oberen Armen, dem Rumpf oder den Oberschenkeln. Die Angiolipome in dieser Form können druckempfindlicher sein und verstärkt durchblutet sein. (ojrd.biomedcentral.com)
4. Juxta-artikuläre Form
  - Schmerzhafte Fettansammlungen nahe großer Gelenke, insbesondere an den Knien. Die Nähe zu Gelenkstrukturen kann Bewegungseinschränkungen und zusätzliche Beschwerden verursachen.
  - Enthält oft eine Mischung aus Lipomen und Angiolipomen, was die Diagnose erschweren kann.  (rarediseases.org)

Diese Klassifikation hilft bei der genaueren Diagnose des Morbus Dercum und ermöglicht eine individuell angepasste Therapie.

## Therapie
Eine kausale Behandlung ist nicht möglich. Die Schmerzen sind durch klassische schmerzmodulierende Behandlung nicht beeinflussbar. Die Behandlung des Morbus Dercum, einer seltenen und komplexen Erkrankung, erfordert einen individuell angepassten, multimodalen Therapieansatz. Aufgrund der Seltenheit der Krankheit gestaltet sich die Suche nach erfahrenen Behandlern oft schwierig. Dennoch haben verschiedene Therapieansätze international positive Ergebnisse gezeigt.
Schmerzmanagement
- Medikamentöse Therapie: Schmerzmittel wie Analgetika werden häufig eingesetzt, um die chronischen Schmerzen zu lindern. In einigen Fällen hat sich die Kombination von Pregabalin mit anderen schmerzlindernden Maßnahmen als effektiv erwiesen. (pubmed.ncbi.nlm.nih.gov)
- Ketamin-Infusionen:  Ketamin-Infusionen werden hauptsächlich in anderen Schmerzsyndromen eingesetzt, könnten jedoch auch eine alternative Behandlungsoption für die schmerzhaften Symptome des Morbus Dercum darstellen. (pmc.ncbi.nlm.nih.gov)

Manuelle Lymphdrainage (MLD)
Manuelle Lymphdrainage (MLD) ist eine sanfte Massagetechnik, die darauf abzielt, den Lymphfluss zu fördern und Schwellungen zu reduzieren. Einige Patienten berichten von einer Linderung der Schmerzen und einer Verringerung des subkutanen Fettgewebes nach regelmäßiger Anwendung von MLD. Diese Therapie kann besonders hilfreich sein, um die Symptome zu lindern und das Wohlbefinden zu steigern. (pubmed.ncbi.nlm.nih.gov)
Physikalische Therapie und Bewegung
- Wassergymnastik:      Schonende Übungen im Wasser können die Mobilität verbessern und Schmerzen reduzieren. (dercums.org)
- Niedrigschwellige Aktivitäten:      Bewegungsformen wie Yoga oder Tai Chi fördern die Beweglichkeit und das     allgemeine Wohlbefinden. (dercums.org)

Alternative Therapieansätze
- Akupunktur, Hypnose und     Biofeedback:      Diese Methoden können ergänzend eingesetzt werden, um das Schmerzempfinden     zu beeinflussen und die Lebensqualität zu verbessern. (rarediseases.org)

Chirurgische Eingriffe
In ausgewählten Fällen kann die Entfernung schmerzhafter Lipome durch chirurgische Exzision oder Liposuktion in Betracht gezogen werden. Diese Eingriffe sollten jedoch sorgfältig abgewogen werden, da sie nicht immer zu einer dauerhaften Schmerzreduktion führen. (ojrd.biomedcentral.com)
Vermeidung von Stress und monotoner Arbeit:
Stress und gleichförmige Belastungen können die Symptome des Morbus Dercum verstärken. Einige Fallbericht beschreiben, dass die Schmerzen durch körperliche Aktivität und Stress verstärkt wurden. Daher ist es ratsam, stressige Situationen und monotone Tätigkeiten zu vermeiden.
Herausforderungen bei der Behandler-Suche
Aufgrund der Seltenheit des Morbus Dercum gibt es weltweit nur wenige Spezialisten mit umfassender Erfahrung in der Diagnose und Behandlung dieser Erkrankung. Patienten wird empfohlen, sich an Zentren für seltene Erkrankungen oder spezialisierte Schmerzkliniken zu wenden, um eine adäquate Betreuung zu erhalten.
Ein interdisziplinärer Ansatz, der verschiedene Therapieformen kombiniert und individuell auf den Patienten abstimmt, bietet die besten Chancen, die Symptome des Morbus Dercum zu lindern und die Lebensqualität der Betroffenen zu verbessern.